# Wielersport van A tot Z

wielersport

Hieronder volgt een overzicht van wielersport-gerelateerde artikelen. Voor artikelen die betrekking hebben op wielrenners en wielerploegen zijn afzonderlijke lijsten opgesteld. Voor deze lijsten en aanverwante overzichten, zie:
- Lijst van profwielrenners overleden tijdens de beoefening van hun sport
- Lijst van veldrijders
- Lijst van wielerploegen per land
- Lijst van wielrenners
  - Lijst van Belgische wielrenners
  - Lijst van Nederlandse wielrenners
- Lijsten betreffende de Olympische Spelen:
  - Olympische kampioenen baanwielrennen
  - Olympische kampioenen mountainbike
  - Olympische kampioenen wielrennen op de weg
  - Olympische records baanwielrennen
- Lijsten betreffende de wereldkampioenschappen:
  - Lijst van wereldkampioenen achtervolging
  - Lijst van wereldkampioenen keirin
  - Lijst van wereldkampioenen koppelkoers
  - Lijst van wereldkampioenen puntenkoers
  - Lijst van wereldkampioenen scratch
  - Lijst van wereldkampioenen sprint
  - Lijst van wereldkampioenen stayeren
  - Lijst van wereldkampioenen tandem
  - Lijst van wereldkampioenen tijdrijden
  - Lijst van wereldkampioenen op de weg
- Lijsten van heuvels:
  - Lijst van heuvels in België
  - Lijst van heuvels in Zuid-Limburg (Nederland)
  - Lijst van heuvels in Nederland

## A
Achterberg -
Acht van Chaam -
Alpe d'Huez -
Angliru -
Amstel Gold Race -
Col d'Aspin -
Col d'Aubisque

## B
Baanwielrennen -
Benelux Tour -
Berendries -
Belgische kampioenschappen veldrijden -
Bezemwagen -
Blauwe trui -
Bolletjestrui -
Bordeaux-Parijs -
Bos van Wallers-Arenberg -
Brabantse Pijl
Bretagne Classic

## C
Cantileverrem -
Cassette -
Challenge Desgrange-Colombo -
Classic Lorient Agglomération -
Clásica de Almería -
Clásica San Sebastián -
Continental Circuits -
Coppa Bernocchi -
Cormet de Roselend -
Cote de Trieu -
Coupe de France -
Crank -
Crankstel -
Criterium -
Critérium International -
Cyclobal

## D
Daags na de Tour -
Dauphiné Libéré -
Derny -
Doorn -
Doping -
Driedaagse van De Panne-Koksijde -
DVV Verzekeringen Trofee -
Dwars door Gendringen -
Dwars door Vlaanderen

## E
E3 Saxo Bank Classic -
Eikenberg -
Eneco Tour -
Ethias Cross -
Euskal Bizikleta

## F
Passo Fedaia - Fietshelm - Colle delle Finestre

## G
Col du Galibier -
Gangmaakmotor - Passo Gardena - Passo di Gavia -
Gele trui -
Gent-Wevelgem - Passo Giau -
GP Cholet -
GP Denain -
GP Fourmies -
GP d'Isbergues -
GP Jef Scherens -
GP Le Samyn -
GP du Midi Libre -
GP Pino Cerami -
GP Rennes -
GP Rik Van Steenbergen -
GP Stad Zottegem -
GP Sven Nys -
GP Wielerrevue - Monte Grappa -
Gravelfietsen -
Groene trui -
Groningen-Münster -
Grote Landenprijs -
Grote Prijs Eddy Merckx -
Grote Prijs Gippingen -
Grote Prijs Miguel Indurain -
Grote Ronde

## H
Halle-Ingooigem -
Cyclassics Hamburg - 
Handbiken

## I
ITT -
Col d'Izoard

## K
Kampioenschap van Zürich -
Klassieker -
Klimkoers -
Klimmerstrofee -
Kluisberg -
Knokteberg -
Kopman -
Koppenberg -
Kristallen fiets -
Kruisberg -
Kuurne-Brussel-Kuurne

## L
Col du Lautaret -
Les Deux Alpes -
Luik-Bastenaken-Luik

## M
Col de la Madeleine -
Col de Marie-Blanque -
Massasprint -
Milaan-San Remo -
Milaan-Turijn -
Milaan-Vignola -
Molenberg - Mortirolo -
Muur van Geraardsbergen

## N
Nationale kampioenschappen wielrennen -
Nederlands kampioenschap wielrennen op de weg -
Nieuwe Kwaremont -
Nokereberg -

## O
Wielersport op de Olympische Zomerspelen -
Omloop van Lotharingen -
Omloop Mandel-Leie-Schelde -
Omloop Het Nieuwsblad (voorheen Omloop Het Volk)

## P
Paarse trui -
Paddenstraat -
Parijs-Brussel -
Parijs-Roubaix -
Parijs-Nice -
Parijs-Tours -
La Plagne -
Ploegentijdrit -
Ploegleider - Poggio di San Remo - Passo Pordoi - 
Col de Portet-d'Aspet -
ProCyclingStats -
Proloog -
ProTour

## R
Regenboogtrui -
Rode trui -
Ronde van de Algarve -
Ronde van het Baskenland -
Ronde van Beieren -
Ronde van België -
Ronde van de Benelux -
RvB 2005 -
Ronde van Burgos -
Ronde van Catalonië -
Ronde van Denemarken -
Ronde van Drenthe -
Ronde van Duitsland -
Ronde van Emilia -
Ronde van de Finistère -
Ronde van Gabon -
Ronde van Groot-Brittannië -
Ronde van de Haut-Var -
Ronde van Lazio -
Ronde van Lombardije -
Ronde van Luxemburg -
Ronde van Marokko -
Ronde van Midden-Zeeland -
Ronde van Murcia -
Ronde van Nederland -
Ronde van Normandië -
Ronde van Oostenrijk -
Ronde van Piëmont -
Ronde van Polen -
Ronde van Portugal -
Ronde van het Qinghaimeer -
Ronde van La Rioja -
Ronde van Romandië -
Ronde van Sardinië -
Ronde van Taiwan -
Ronde van Trentino -
Ronde van de Toekomst -
Ronde van Valencia (mannen en vrouwen -
Ronde van de Vendée -
Ronde van Vlaanderen -
Ronde van Zweden -
Ronde van Zwitserland -
Route Adélie de Vitré -
Route du Sud -
Roze trui -
Rund um den Finanzplatz Eschborn-Frankfurt

### Ronde van Frankrijk
Ronde van Frankrijk -
Belgische deelnemers -
Belgische etappewinnaars -
Belgische geletruidragers -
Bergetappes -
Bergklassement -
Doping -
Jongerenklassement (witte trui) -
La Course -
Nederlandse deelnemers -
Nederlandse etappewinnaars -
Nederlandse geletruidragers -
Puntenklassement -
Ranglijst etappewinnaars -
Valpartijen -
Verliezers -
Winnaars -
1903 -
1904 -
1905 -
1906 -
1907 -
1908 -
1909 -
1910 -
1911 -
1912 -
1913 -
1914 -
1919 -
1920 -
1921 -
1922 -
1923 -
1924 -
1925 -
1926 -
1927 -
1928 -
1929 -
1930 -
1931 -
1932 -
1933 -
1934 -
1935 -
1936 -
1937 -
1938 -
1939 -
1947 -
1948 -
1949 -
1950 -
1951 -
1952 -
1953 -
1954 -
1955 -
1956 -
1957 -
1958 -
1959 -
1960 -
1961 -
1962 -
1963 -
1964 -
1965 -
1966 -
1967 -
1968 -
1969 -
1970 -
1971 -
1972 -
1973 -
1974 -
1975 -
1976 -
1977 -
1978 -
1979 -
1980 -
1981 -
1982 -
1983 -
1984 -
1985 -
1986 -
1987 -
1988 -
1989 -
1990 -
1991 -
1992 -
1993 -
1994 -
1995 -
1996 -
1997 -
1998 -
1999 -
2000 -
2001 -
2002 -
2003 -
2004 -
2005 -
2006 -
2007 -
2008 -
2009 -
2010 -
2011 -
2012 -
2013 -
2014 -
2015 -
2016 -
2017 -
2018 -
2019 -
2020 -
2021 -
2022 -
2023 -
2024 -
2025

### Ronde van Italië
Ronde van Italië -
Baby Giro -
Giro Rosa -
Bergklassement -
Belgische etappewinnaars -
Belgische rozetruidragers -
Nederlandse etappewinnaars -
Nederlandse rozetruidragers -
Puntenklassement -
1909 -
1910 -
1911 -
1912 -
1913 -
1914 -
1919 -
1920 -
1921 -
1922 -
1923 -
1924 -
1925 -
1926 -
1927 -
1928 -
1929 -
1930 -
1931 -
1932 -
1933 -
1934 -
1935 -
1936 -
1937 -
1938 -
1939 -
1940 -
1946 -
1947 -
1948 -
1949 -
1950 -
1951 -
1952 -
1953 -
1954 -
1955 -
1956 -
1957 -
1958 -
1959 -
1960 -
1961 -
1962 -
1963 -
1964 -
1965 -
1966 -
1967 -
1968 -
1969 -
1970 -
1971 -
1972 -
1973 -
1974 -
1975 -
1976 -
1977 -
1978 -
1979 -
1980 -
1981 -
1982 -
1983 -
1984 -
1985 -
1986 -
1987 -
1988 -
1989 -
1990 -
1991 -
1992 -
1993 -
1994 -
1995 -
1996 -
1997 -
1998 -
1999 -
2000 -
2001 -
2002 -
2003 -
2004 -
2005 -
2006 -
2007 -
2008 -
2009 -
2010 -
2011 -
2012 -
2013 -
2014 -
2015 -
2016 -
2017 -
2018 -
2019 -
2020 -
2021 -
2022 -
2023 -
2024 -
2025

### Ronde van Spanje
Ronde van Spanje -
Bergklassement -
Puntenklassement -
Belgische etappewinnaars -Nederlandse etappewinnaars -
1935 -
1936 -
1941 -
1942 -
1945 -
1946 -
1947 -
1948 -
1950 -
1955 -
1956 -
1957 -
1958 -
1959 -
1960 -
1961 -
1962 -
1963 -
1964 -
1965 -
1966 -
1967 -
1968 -
1969 -
1970 -
1971 -
1972 -
1973 -
1974 -
1975 -
1976 -
1977 -
1978 -
1979 -
1980 -
1981 -
1982 -
1983 -
1984 -
1985 -
1986 -
1987 -
1988 -
1989 -
1990 -
1991 -
1992 -
1993 -
1994 -
1995 -
1996 -
1997 -
1998 -
1999 -
2000 -
2001 -
2002 -
2003 -
2004 -
2005 -
2006 -
2007 -
2008 -
2009 -
2010 -
2011 -
2012 -
2013 -
2014 -
2015 -
2016 -
2017 -
2018 -
2019 -
2020 -
2021 -
2022 -
2023 -
2024 -
2025

## S
Scheldeprijs -
Gerrit Schulte Trofee -
Société du Tour de France -
Col du Soulor -
Sport op de Mont Ventoux -
Sprint d'Or -
Passo dello Stelvio -
Stockeu -
Strade Bianche -
Super Prestige

## T
Taaienberg -
Teleflex Tour -
Col du Télégraphe -
Tijdrijden -
Tijdritfiets -
Tijdrit -
Tirreno-Adriatico -
TTT -
Tour Down Under -
Tour de France -
Col du Tourmalet -
Trial -
Trofeo Baracchi -
Trofeo Laigueglia -
Trofeo Matteotti

## U
UAE Tour -
UCI -
UCI ProTour Ploegentijdrit -
UEC

## V
Vaarentstraat -
Veenendaal-Veenendaal -
Veldrijden -
Veldrit Niel -
Vélo d'Or Mondial -
Vierdaagse van Duinkerke -
Voorjaarsklassieker -
Vredeskoers

## W
Waalse Pijl -
Wateringse wielerdag -
Wereldbeker wielrennen -
Wereldkampioenschappen veldrijden -
Wereldkampioenschappen wielrennen -
Werelduurrecord (wielrennen) -
Wielerwedstrijden België -
Wielerploeg -
Wielrennen -
Wielertoerist -
Witte trui

## Z
Zesdaagse -
Zesdaagse van Gent -
Zesdaagse van Groningen -
Zesdaagse van Maastricht -
Zesdaagse van Rotterdam -
Zesdaagse van Vlaanderen-Gent - Monte Zoncolan -
Zwarte trui